# Reichersdorf (Landau an der Isar)

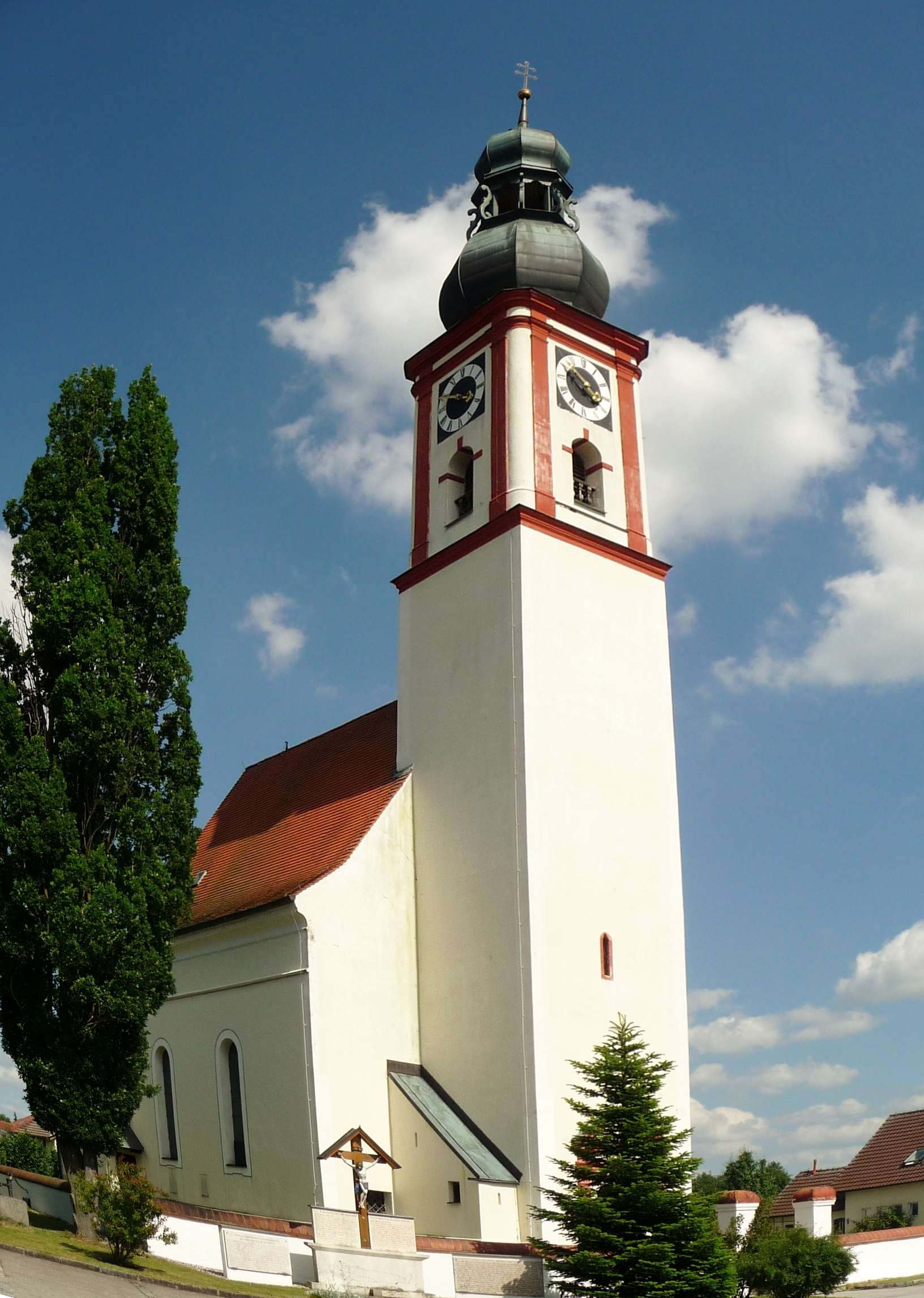
Die Pfarrkirche St. Martin in Reichersdorf

Reichersdorf ist ein Gemeindeteil der Stadt Landau an der Isar im niederbayerischen Landkreis Dingolfing-Landau. Bis 1972 bildete es eine selbstständige Gemeinde.

## Lage
Reichersdorf liegt im Vilstal etwa fünf Kilometer südöstlich von Landau.

## Geschichte
Reichersdorf war Königsgut und erscheint bereits 1004 in einer Urkunde Heinrichs II., welcher in diesem Jahr das Kloster Niederaltaich und dessen Besitzungen in seine Obhut nahm. Henricus Waller von Reichersdorf unterzeichnete eine Schenkung, die 1160 dem Kloster Aldersbach vermacht wurde. Um 1225 schenkte Gebehardus de Richstorf dem Kloster Ranshofen fünf Denare. 1444 wurde bei der Pfarrkirche der bereits bestehenden Pfarrei Reichersdorf von Jakob Waller zu Thurm (Wildthurn) ein Benefizium gegründet.
Die Hofmark Reichersdorf befand sich in den Händen des jeweiligen Besitzers des Schlosses Wildthurn. Das waren die Waller, Buchleitner und schließlich durch Einheirat von 1681 bis 1825 die Freiherren von Pelckhofen (u. a. Pelkhoven). Am 8. Januar 1825 verkaufte Johann Nepomuk von Pelkhoven den Besitz an den Klosterrealitäten-Besitzer Franz Kaspar Bachmayer aus Vornbach. Das Dorf Reichersdorf, in dem sich auch eine Schule befand, bestand 1832 aus 29 Häusern mit 190 Einwohnern.
Aus der Patrimonialhofmark, die dem Pfleggericht Landau im Rentamt Landshut unterstand, ging im 19. Jahrhundert die Gemeinde Reichersdorf hervor. Sie gehörte zum Landgericht, Bezirksamt und zuletzt zum Landkreis Landau an der Isar. Am 1. Juli 1972 wurde sie im Zuge der Gebietsreform in die Stadt Landau an der Isar eingegliedert.
2009 wurde in einem Waldstück bei Reichersdorf eine Flugzeugabsturzstelle aus dem Zweiten Weltkrieg entdeckt.

## Sehenswürdigkeiten
- Pfarrkirche St. Martin. Das spätgotische Bauwerk aus dem 15. Jahrhundert wurde 1735 barockisiert.

## Vereine
- Freiwillige Feuerwehr Reichersdorf
- Krieger- und Soldatenkameradschaft Reichersdorf
- Obst- und Gartenbauverein Reichersdorf
- Turnverein Reichersdorf